# Eupithecia infestata
Eupithecia infestata là một loài bướm đêm trong họ Geometridae.